# Lars Timmerman
Lars Timmerman (ur. 19 kwietnia 1991 w Bergen op Zoom) – holenderski lekkoatleta specjalizujący się w rzucie oszczepem.
W 2009 był trzynasty na mistrzostwach Europy juniorów, a rok później uplasował się na czwartej lokacie mistrzostw świata juniorów. Reprezentant Holandii w zimowym pucharze Europy w rzutach lekkoatletycznych oraz w drużynowych mistrzostwach Europy. 
W 2010 trzy razy poprawiał rekord Holandii w kategorii juniorów. Rekord życiowy: 79,59 (28 sierpnia 2010, Breda) – rezultat ten jest rekordem kraju w kategorii juniorów oraz młodzieżowców. 

## Osiągnięcia
| Rok  | Impreza                              | Miejsce   | Lokata            | Wynik |
| ---- | ------------------------------------ | --------- | ----------------- | ----- |
| 2009 | Mistrzostwa Europy juniorów          | Nowy Sad  | 13. miejsce       | 65,99 |
| 2010 | Zimowy puchar Europy w rzutach       | Arles     | 7. miejsce        | 70,29 |
| 2010 | I liga drużynowych mistrzostw Europy | Budapeszt | 6. miejsce        | 72,15 |
| 2010 | Mistrzostwa świata juniorów          | Moncton   | 4. miejsce        | 75,66 |
| 2011 | Młodzieżowe mistrzostwa Europy       | Ostrawa   | el. – 12. miejsce | 70,86 |